# 其實你並不特別
《其實你並不特別》是Netflix原創西班牙青少年奇幻喜劇電視劇，由艾絲蒂芭麗茲·布爾加列塔（Estibáliz Burgaleta）開創兼編劇，茵瑪·托倫特（Inma Torrente）和勞拉·M·坎波斯（Laura M. Campos）共同執導。領銜主演為黛莉亞·布魯福，其他演員陣容包括奧斯卡·德拉富恩特（Óskar de la Fuente）、艾娜拉·佩雷斯（Ainara Pérez）、加布里耶·格瓦拉以及艾莉亞·加列拉。
本劇於2022年9月2日在Netflix全球同步上映，評價褒貶不一。

## 演員及角色

### 主要角色
- 黛莉亞·布魯福 飾演 阿瑪亞（Amaia）
- 奧斯卡·德拉富恩特（Óskar de la Fuente）飾演 哈維（Javi）
- 烏奈·阿拉納（Unai Arana）飾演 尤金（Jokin）
- 希拉莉·亞內拉（Hilary Yanela）飾演 歐娜（Ona）：阿瑪亞的妹妹。
- 維克托·佩雷斯（Víctor Pérez）飾演 弗蘭·奇維特（Fran Chivite）
- 加布里耶·格瓦拉（英语：Gabriel G. Mourreau） 飾演 亞瑟（Asier）
- 艾莉亞·加列拉（英语：Elia Galera） 飾演 蘿拉（Laura）
- 瑪麗亞·梅爾卡多（María Mercado）飾演 伊蓮娜（Irene）
- 海梅·王（Jaime Wang）飾演 小趙（Zhao）
- 艾娜拉·佩雷斯（Ainara Pérez）飾演 露西亞（Lucía）

## 集數
| 集數 | 標題                                                       | 導演                             | 編劇                                           | 上線日期     |
| ---- | ---------------------------------------------------------- | -------------------------------- | ---------------------------------------------- | ------------ |
| 1    | 這裡糟透了 Una mierda de pueblo                            | 茵瑪·托倫特（Inma Torrente）     | 艾絲蒂芭麗茲·布爾加列塔（Estibáliz Burgaleta） | 2022年9月2日 |
| 2    | 那妳覺得妳有法力嗎？ Tú qué te crees, ¿que tienes poderes? | 茵瑪·托倫特                      | 艾絲蒂芭麗茲·布爾加列塔                        | 2022年9月2日 |
| 3    | 討厭的聲音 La voz cabrona                                  | 茵瑪·托倫特                      | 阿爾貝托·格隆多納（Alberto Grondona）          | 2022年9月2日 |
| 4    | 大家都會做蠢事 Todos hacemos gilipolleces                  | 勞拉·M·坎波斯（Laura M. Campos） | 塞爾吉奧·格蘭達（Sergio Granda）               | 2022年9月2日 |
| 5    | 騙子 Farsante                                              | 勞拉·M·坎波斯                    | 阿爾貝托·格隆多納                              | 2022年9月2日 |
| 6    | 誰都不能毀了派對 La fiesta no nos la va a joder nadie      | 勞拉·M·坎波斯                    | 塞爾吉奧·格蘭達                                | 2022年9月2日 |

## 製作
2020年12月21日，Netflix宣布正開始製作一部西班牙青少年喜劇影集，定名為《其實你並不特別》（Tú no eres especial）。本劇由Oria影視公司（Oria Films）製作，並邀請艾絲蒂芭麗茲·布爾加列塔（Estibáliz Burgaleta）開創和擔任編劇，布爾加列塔曾擔任電視劇《羞恥：西班牙版》的劇本協調員而得名。

### 拍攝
主體拍攝於2021年7月開始在西班牙北部的納瓦拉自治區進行，包括萊昆貝里和萊薩等周邊地區。

## 發行
2022年7月26日，宣布本劇將於2022年9月2日在Netflix首播。同年8月24日，首支前導預告片釋出。

## 外部連結
- 互联网电影数据库（IMDb）上《其實你並不特別》的资料（英文）
- 在Netflix上觀看《其實你並不特別》